# Pablo Tomori

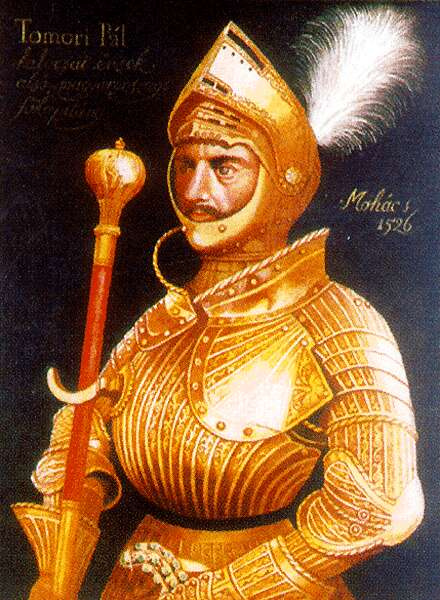
Pablo Tomori. Retrato figurativo pintado varios siglos después de su muerte.

Pablo Tomori (en húngaro: Tomori Pál) (1475 – Mohács, 29 de agosto de 1526), noble húngaro y excelso comandante militar del siglo XVI. Arzobispo de Kalocsa, fue uno de los comandantes húngaros en la batalla de Mohács de 1526.

## Biografía

### De guerrero a religioso
Pablo Tomori nació en una familia noble media en la provincia de Abaúj. Comenzó su carrera militar amparado como pariente de Juan Bornemissza. De esta forma fue a dar a Transilvania, convirtiéndose en notario del clero, representante de la tesorería, ispán de cámara, y posteriormente entre 1505 y 1514 fue castellán de la fortaleza de Fogaras. En 1506 sirvió de negociador y terminó venciendo a los székely por la implantación de un impuesto ante la cocción de bueyes. En 1512 Tomori viajó como enviado del rey Vladislao II de Hungría a la corte de los turcos otomanos, que habían comenzado a invadir el reino. A finales de julio de 1514, Jorge Dózsa, un noble menor depuso las armas tras haber conducido esta serie de alzamientos en el campo. El conde Juan Szapolyai, voivoda de Transilvania, envió a Tomori a la ciudad de Bihar para defenderla de los restos del ejército campesino que la asediaba. En la batalla venció a los rebeldes y a sus líderes. De esta manera, las guerras de los campesinos húngaros de 1514 terminaron con este enfrentamiento. 
Entre 1514 y 1518 fue castellán de Fogaras y de Munkács, y en 1518 fue capitán de la ciudad de Buda. En 1520 falleció por razones desconocidas su prometida, y pronto repartió todos sus bienes entre sus familiares para entrar en la orden franciscana y retirarse a un monasterio en Esztergom.

### La lucha contra los turcos otomanos

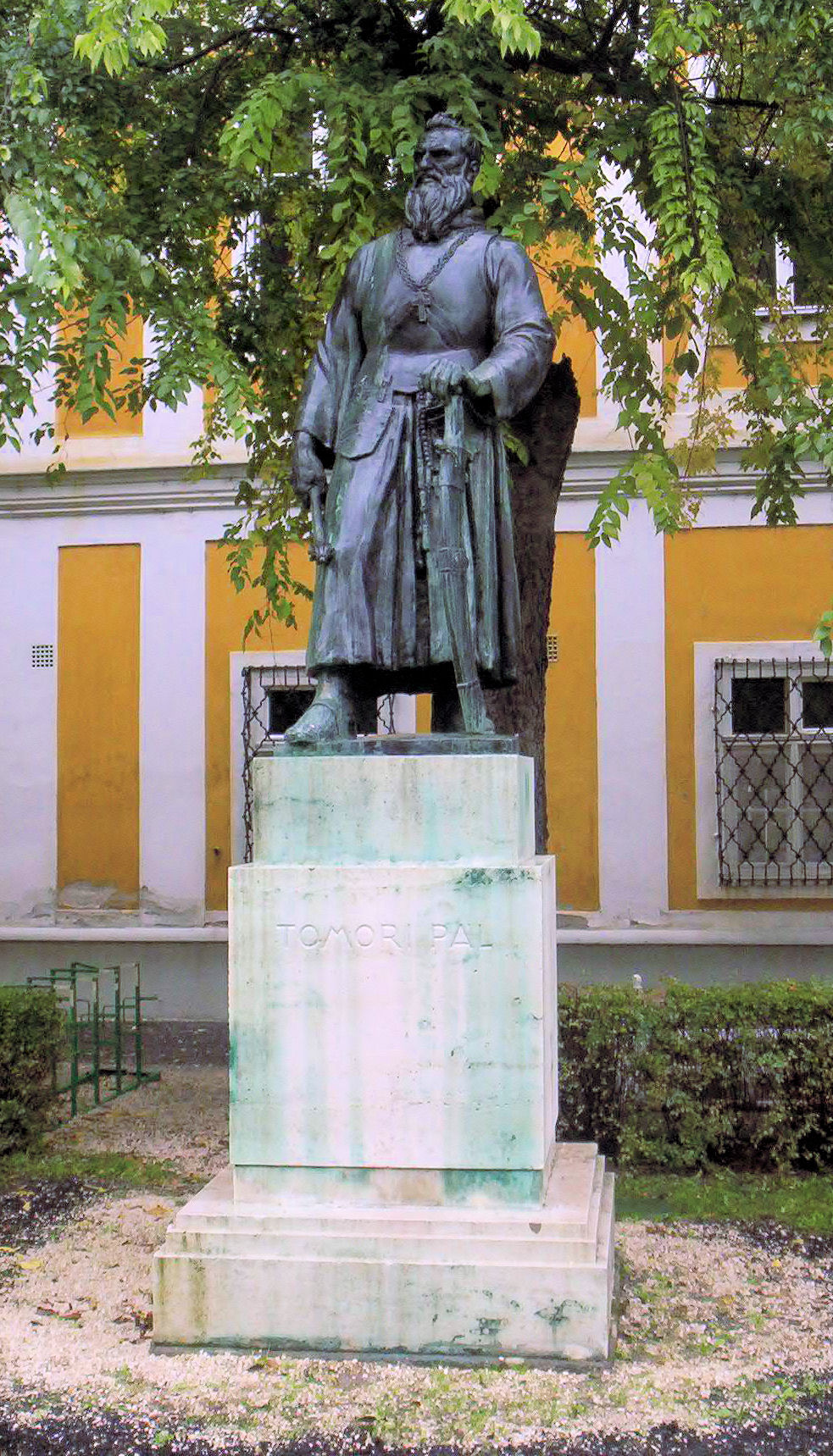
Estatua de Pablo Tomori en la ciudad de Kalocsa

La fama de buen soldado de Tomori aún se mantenía, por lo cual en 1521 cuando los turcos comenzaron a atacar el reino húngaro, muchos vieron en él un posible comandante militar. Ante la ausencia de comandantes militares húngaros que en ese momento particular de la historia pudiesen enfrentarse a los turcos, muchos recurrieron a él, pero éste no quiso regresar a su carrera laica.
Finalmente el Papa Adriano VI lo forzó a aceptar las peticiones húngaras, y el 4 de febrero de 1523 lo nombró arzobispo de Kalocsa, para que en abril la asamblea de nobles húngaros le confiasen el título de capitán y comandante militar del reino. Aceptando las peticiones del papa y los nobles húngaros, Tomori se convirtió en el planificador y estratega en la contraofensiva contra los turcos. De esta manera Tomori condujo exitosamente durante tres años a los húngaros en los territorios del sur venciendo en muchas ocasiones a los turcos, con lo que reforzó así las fronteras del reino. En julio de 1523 llegó a un lugar de descanso en Pétervárad y en agosto ya tuvo que entrar en combate con el pachá bosnio Ferhád, quien asediaba la ciudad de Rednek con un ejército de 12.000 soldados turcos.
Primero el 6 de agosto y luego el 7 de agosto se sucedieron tres choques entre las fuerzas húngaras y las turcas, donde Tomori consiguió la victoria sobre las tropas de Ferhád. Esta fue la única victoria realmente importante de los húngaros en las guerras contra los turcos de 1521-1526. En la próxima primera mitad del año se esforzó por asegurar su posición en los territorios meridionales, fortaleciendo el sistema de castillos defensivos. Protegido en estas fortalezas continuó repeliendo los ataques turcos que se sucedieron.
Para 1525 ya había estabilizado tanto la situación, que hasta pudo avanzar sobre los territorios turcos. Pablo Tomori no había planeado ninguna campaña de envergadura contra los turcos, ya que el tesoro real y los nobles húngaros lo apoyaban muy poco. Desvió las entradas económicas de todo un año de la archidiócesis de Kalocsa, así como la ayuda del papa para la defensa militar contra los turcos. Sin embargo, todo esto resultó extremadamente poco comparado con la estrategia que era realmente necesaria planificar. Para persuadir a la corte húngara y a los nobles, los amenazó en varias ocasiones con que renunciaría. El 12 de enero de 1526 presentó su renuncia y comenzó a negociar acuerdos con los embajadores turcos que se hallaban en la ciudad de Buda. 
Posteriormente el sultán turco Solimán el Magnífico decidió que dirigiría una nueva ofensiva militar contra Hungría, ante lo cual Tomori retiró su renuncia de inmediato y regresó a su puesto de batalla. Estaba entre sus planes acorralar a los turcos junto al río Drava con un ejército de 6.000 húngaros. El 24 de agosto consiguió barrer a los primeros destacamentos otomanos, pero el consejo de guerra ordenó que Tomori debía avanzar hacia el contingente principal húngaro al mando del rey Luis II de Hungría. Tomori se opuso a tal orden, pero a pesar de esto cumplió con ello y se dirigió hacia el rey.
El 29 de agosto sucedió entonces la batalla de Mohács, donde Pablo Tomori era uno de los principales comandantes del ejército húngaro. En la breve batalla que culminó con la victoria de los turcos otomanos, no solamente murió el rey, sino el propio Pablo Tomori, Ladislao Szalkai el arzobispo de Esztergom, y el conde Jorge Szapolyai. La cabeza de Tomori fue colocada en la punta de una lanza en el campamento turco después de la victoria.
Después se inició un periodo caótico en la historia húngara, donde los otomanos ocuparon parte del reino y el trono fue reclamado por el conde Juan Szapolyai, quien fue coronado como Juan I de Hungría. Habiéndose hecho coronar, Fernando I de Habsburgo se convirtió en antirrey húngaro. Finalmente, los Habsburgo prevalecieron y conservaron la corona húngara hasta el siglo XX.